# Markku Into

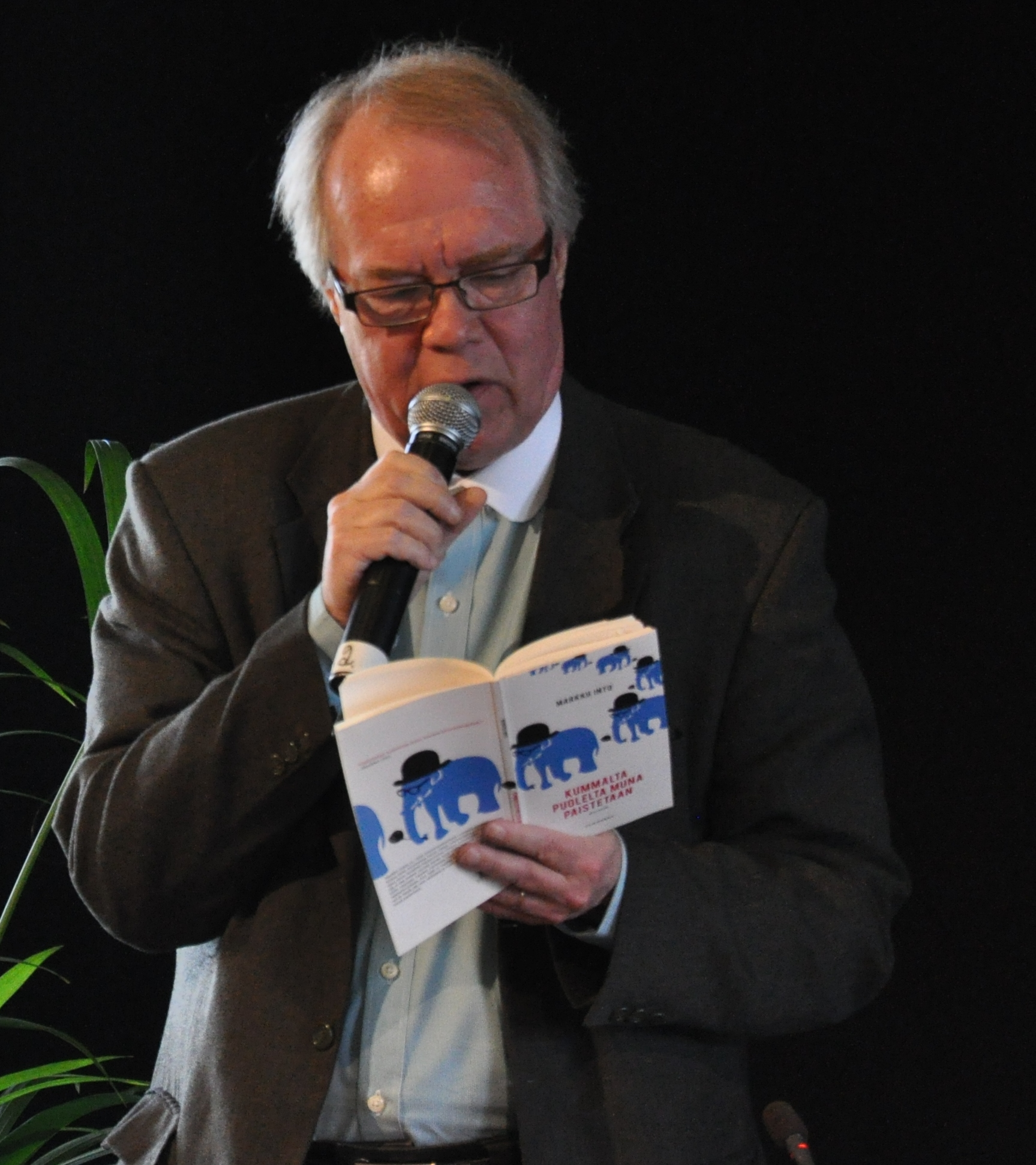
Markku Into på Åbo bokmässa 2009.

Markku Vesa Milton Into, född 20 oktober 1945 i Helsingfors, död 7 januari 2018 i Åbo, var en finländsk poet och översättare. Han skrev tretton diktsamlingar, prosa och pjäser. Han debuterade 1971 med diktsamlingen Tuonela Rock. Into har översatt verk av Charles Bukowski, Gregory Corso, Hans Magnus Enzensberger, Lawrence Ferlinghetti, Allen Ginsberg och Hunter S. Thompson till finska. Han medverkade i rockgruppen Suomen Talvisota 1939–1940 tillsammans med M.A. Numminen, Jarkko Laine och Rauli Somerjoki.
Han mottog Eino Leino-priset 2001.